# Eronildo Valadares
Eronildo Lopes Valadares (Babaçulândia, 16 de setembro de 1961) é um empresário, pecuarista, administrador e político brasileiro, que serviu como 15º prefeito de Porangatu e 17.º primeiro-cavalheiro de Porangatu, sendo o primeiro cônjuge a deter esse título. Foi o primeiro emedebista eleito prefeito em Porangatu no século XXI, o último tendo sido Luiz do Gote, eleito em 1992. Eronildo atualmente é filiado ao União Brasil, pois seu partido anterior, o Democratas, foi fundido com o Partido Social Liberal. Seu patrimônio líquido soma mais de 23 (vinte e três) milhões de reais, sendo considerado um dos indivíduos mais ricos de Porangatu.

## Primeiros anos
Eronildo Lopes Valadares nasceu na cidade de Babaçulândia, pertencente à época ao estado de Goiás. Ele se transferiu para Porangatu no final de 1964, aos três anos de idade, onde concluiu seu Ensino Médio e foi um dos envolvidos na fundação do bloco carnavalesco Mata Cobras, em janeiro de 1981. Ele fundou, nesse mesmo ano, a empresa gráfica Valadares. Ele se casou com Vanuza Primo de Araújo que aderiu o seu sobrenome. Sua vida pública, conforme afirmação do próprio ao jornal O Popular, teve início em 1998. Sua primeira candidatura foi lançada, pelo Partido Popular Socialista, em 2004, contra o candidato tucano mineiro de Porangatu, José Osvaldo da Silva.

## Carreira política

### Candidato em 2004 e 2008
Em outubro de 2004, na eleição municipal de Porangatu, Valadares disputou pelo PPS contra o candidato do PSDB, José Osvaldo da Silva. O candidato mineiro, detinha o apoio do ex-prefeito reeleito e político local, Júlio da Retífica. Eronildo acabou ficando em segundo lugar no primeiro turno, com 9.641 votos ou 43,74% dos votos válidos.
Quatro anos depois, o prefeito peessedebista retornou ao pleito contra o empresário, agora filiado ao Movimento Democrático Brasileiro. Novamente, ele perdeu para José Osvaldo em segundo lugar, com 10.652 votos.

### Prefeito eleito de Porangatu
No ano de 2012, Eronildo voltou à disputar o cargo, com a sua chapa sendo composta pelo candidato à vice-prefeito, Galeno Guimarães, servidor público federal e político petista. Ele concorreu eleitoralmente, contra Glaucia Fernandes Melo, esposa de Júlio da Retífica, então deputado estadual. Valadares venceu com 13.687 votos em primeiro turno. Dos 12 vereadores eleitos, 7 eram da coalizão governista de Eronildo.
Em 1 de janeiro de 2013, ele tomou posse como o 15.º prefeito de Porangatu. Dentre seus principais feitos no cargo, estão inclusas múltiplas reformas em creches e postos de saúdes, além da reforma no Hospital Municipal de Porangatu. Houve ainda, o pagamento do Piso Salarial Nacional dos Profissionais da Educação, além  da construção das Unidades Básicas de Saúde. De acordo com relatório do Tribunal de Contas da União, Valadares desviou verbas federais predestinadas ao município, sendo multado em 2018. A Polícia Federal deflagrou duas fases da Operação chamada Laboratórios Premiados, a fim de investigar corrupção na área da saúde, nos anos de 2023 e 2024, investigando desde o fim do governo de José Osvaldo, até a gestão da esposa de Valadares.
Empregou 16 agentes de endemias para combater os números crescentes de dengue. Criou o Fundo Municipal de Educação (FME) para administrar os recursos de manutenção, reforma, construção e outros para o ensino da cidade. Em seguida, em 2015, extinguiu o FME e instituiu o Conselho Municipal do Fundo de Manutenção e Desenvolvimento da Educação Básica e de Valorização dos Profissionais da Educação (FUNDEB).
Ele tentou disputar uma reeleição, porém foi derrotado pelo cunhado do deputado Júlio Sérgio de Melo, Pedro João Fernandes, ficando como segundo colocado, com uma margem de 36,06%.

## Vida posterior
Em 2019, especulava-se que Eronildo candidataria-se a Prefeito, no ano seguinte, ele filiou-se ao Democratas. Porém, sua esposa e ex-deputada Vanuza Valadares foi lançada pelo grupo político do marido e pelo Podemos, sendo eleita a primeira prefeita do município e seu marido sendo o primeiro primeiro-cavalheiro. Com a fusão do DEM e PSL, Eronildo passou a ser membro do União Brasil.

#### Multa trabalhista
Em 2022, durante a eleição presidencial do Brasil, Valadares foi acusado de coação eleitoral, tendo ameaçado fechar a empresa caso o candidato Luiz Inácio Lula da Silva vencesse. A juíza Carolina de Jesus Nunes, da Vara do Trabalho de Uruaçu, proibiu o de repetir esse ato, tendo sido instaurado um inquérito civil por meio do Ministério Público do Trabalho, no dia 11 de outubro. O MPT declarou em nota:

"Ele será investigado por meio da solicitação de documentos e até oitiva de testemunhas, se for o caso. Se a ameaça (coação eleitoral) for constatada, este órgão tomará as medidas cabíveis, o que inclui a proposição de um Termo de Ajuste de Conduta ou, se necessário, o ajuizamento de uma ação na Justiça do Trabalho Nota do MPT sobre Eronildo Valadares.
A fala de Eronildo foi respectivamente:
| “ | Bom dia a todos da associação. Eu quero parabenizar o Daniel aí pela ação enérgica que ele teve. Parabenizar o João Branquin também pela pelo áudio dele e dizer o seguinte que eu falei e já não anunciei pra todos os funcionários meu: dia primeiro a empresa minha vai tá uma faixa liquidação de estoque e vai fechar a empresa. Se o Lula ganhar, vai fechar a empresa. Então, os funcionários tão todos preocupados, buscando cada um vê se convence uma pessoa da família e é isso que nós temo que tá falando. Nós temo que mostrar pra eles o seguinte: se eles querem o emprego dele, que dê valor em quem arrume emprego pra ele, em quem dá oportunidade pra eles trabaiá. Senão eles vão ter que procurar o pessoal do PT lá pra arrumar emprego, né? E também não compro mais de ninguém que seja PT. O dono da empresa PT, eu não compro. É isso aí. Nós temo que tomar essa decisão, porque eu acho que todos os eleitores do Bolsonaro têm potencial de conquistar mais um voto. Se 10% dos eleitores do Bolsonaro conquistar mais um voto, com certeza o Bolsonaro ganha essas eleições. | ” |

Ele também tentou eleger o filho Givago como deputado estadual, porém este não foi eleito, e fez campanha em prol de Gustavo Mendanha; ambos os apoios foram dados nas Eleições estaduais em Goiás em 2022.  Junto à sua esposa, doou uma fazenda para ser o novo campus do Instituto Federal de Goiás em Porangatu, no ano de 2024.